# Карліна Міксоне
Карліна Міксоне (латис. Karlīna Miksone; нар. 21 березня 2000, с. Ница, Латвія) — латвійська футболістка, півзахисниця польського клубу «Чарні» (Сосновець) та жіночої збірної Латвії.

## Клубна кар'єра
Футболом розпочала займатися на батьківщині. Грала в різних латвійських командах. З 2015 по 2018 рік виступала за жіночу команду «Лієпаї». У 2019 році захищала кольори ризького «Динамо».
2020 рік представляла жіночу команду ісландського клубу ІБВ. У чемпіонаті команда залишилася на восьмому місці.
У 2021 році підписала контракт з «Гінтрою». Наприкінці серпня 2021 року стало відомо, що двоє латвійок, Анастасія Рочане та Карліна Міксоне, залишають клуб «Гінтра» (Шяуляй). Карліна Міксоне півсезону представляла шауляйський клуб. У жіночій А-Лізі зіграла 10 матчів та відзначилася 7-ма голами.

## Кар'єра в збірній
Виступала за дівочу (WU-17) та молодіжну (WU-19) збірні Латвії.
У футболці національної збірної Латвії виступала в кваліфікації чемпіонату світу 2019 року.